# The Sinner (Fernsehserie)
The Sinner ist eine US-amerikanische Fernsehserie, deren Titel und erste Staffel auf dem Roman Die Sünderin der deutschen Autorin Petra Hammesfahr basiert. Ursprünglich auf eine Staffel angelegt, wurde die Serie nach dem Erfolg der ersten Staffel um drei weitere Staffeln verlängert. Im Mittelpunkt der Serie steht der von Bill Pullman verkörperte Polizist Harry Ambrose, der versucht, psychologisch komplexe Verbrechen aufzuklären. Er ist der einzige Schauspieler, der in jeder Staffel auftritt. Jessica Hecht spielt in Staffel 3 und 4 seine Lebensgefährtin.

## Inhalt
Die erste Staffel folgt inhaltlich dem Roman, jedoch wurden Namen und Handlungsorte des Buches den USA angepasst. Eine junge Mutter ersticht am Strand einen ihr anscheinend völlig unbekannten Mann. Jedoch weiß sie selbst nicht, was sie dazu getrieben hat. Obwohl ihre Täterschaft für die Justiz außer Zweifel steht, ermittelt ein hartnäckiger Kriminalpolizist die sie entlastenden Hintergründe des Falls.
In der zweiten Staffel soll Detective Harry Ambrose an der Aufklärung eines von einem 13-jährigen Jungen begangenen Doppelmords mitwirken.
Handlung der dritten Staffel sind die Ermittlungen im Rahmen eines für den Fahrer tödlichen Autounfalls und die Ermittlung des Tathergangs sowie die Überprüfung des überlebenden Beifahrers.
Die vierte Staffel dreht sich um den von Harry beobachteten Freitod einer jungen Frau vor dem Hintergrund schwer durchschaubarer Zwistigkeiten zwischen zwei Fischerfamilien auf einer von Touristen frequentierten Insel.

## Besetzung und Synchronisation

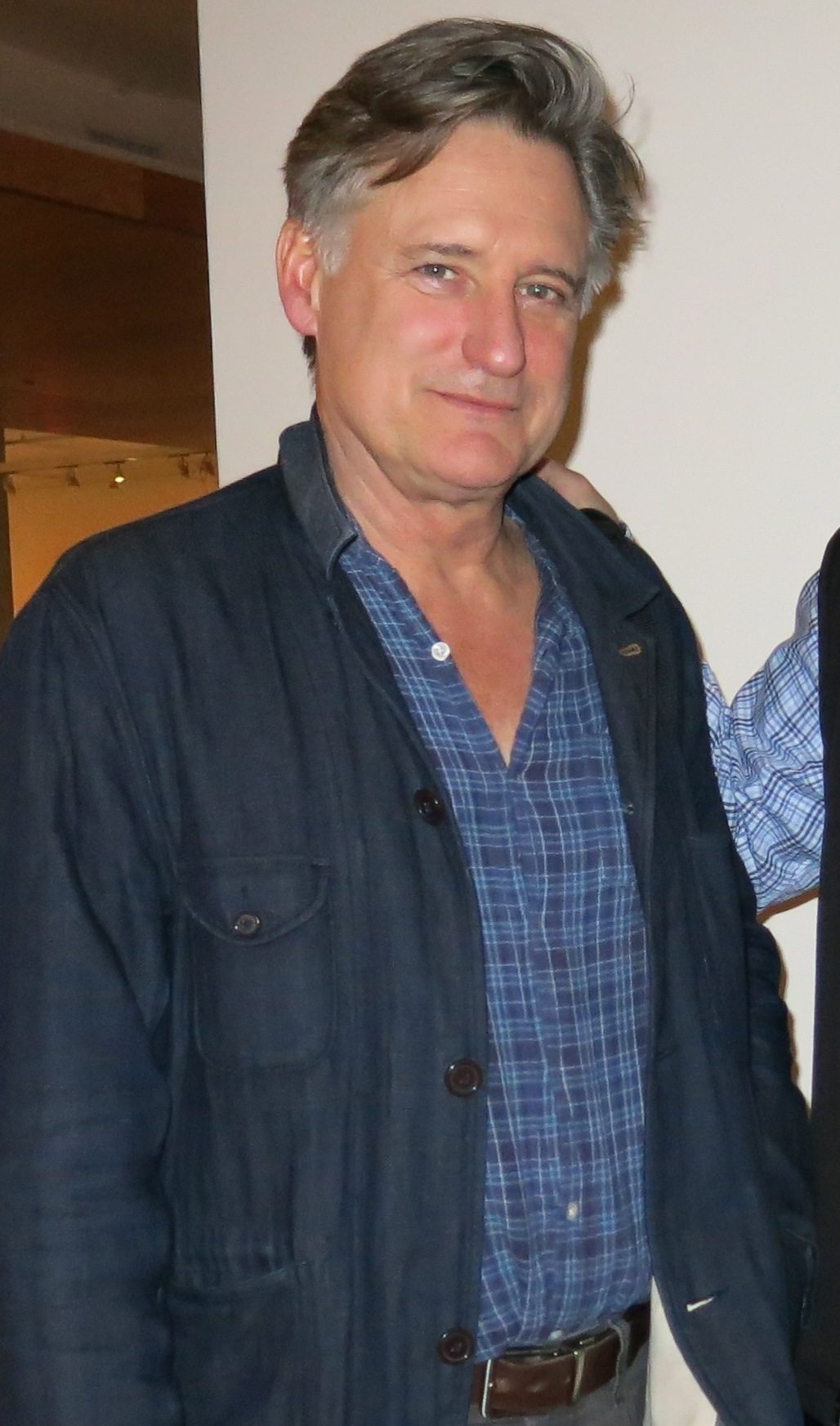
Hauptdarsteller Bill Pullman

Die Synchronisation der Serie wird bei der SDI Media Germany nach Dialogbüchern von Andreas Pollak, Werner Böhnke und Philipp Rohrbeck unter der Dialogregie von Dennis Mohme und Boris Tessmann erstellt.

### Staffel 1
| Rolle                   | Schauspieler       | Synchronsprecher   |
| ----------------------- | ------------------ | ------------------ |
| Cora Tannetti           | Jessica Biel       | Gundi Eberhard     |
| Detective Harry Ambrose | Bill Pullman       | Frank Röth         |
| Mason Tannetti          | Christopher Abbott | Tim Knauer         |
| Caitlin Sullivan        | Abby Miller        | Leonie Dubuc       |
| Detective Dan Leroy     | Dohn Norwood       | Matti Klemm        |
| Faye Ambrose            | Kathryn Erbe       | Ulrike Stürzbecher |

### Staffel 2
| Rolle                    | Schauspieler | Synchronsprecher |
| ------------------------ | ------------ | ---------------- |
| Vera Walker              | Carrie Coon  | Daniela Hoffmann |
| Detective Harry Ambrose  | Bill Pullman | Frank Röth       |
| Detective Heather Novack | Natalie Paul |                  |
| Marin Calhoun            | Hannah Gross |                  |
| Julian Walker            | Elisha Henig |                  |
| Jack Novack              | Tracy Letts  |                  |

### Staffel 3
| Rolle                   | Schauspieler       | Synchronsprecher   |
| ----------------------- | ------------------ | ------------------ |
| Jamie Burns             | Matt Bomer         | Simon Jäger        |
| Detective Harry Ambrose | Bill Pullman       | Frank Röth         |
| Leela Burns             | Parisa Fitz-Henley |                    |
| Nick Haas               | Chris Messina      | Dennis Schmidt-Foß |
| Sonya Barzel            | Jessica Hecht      | Sabine Falkenberg  |
| Vic Soto                | Eddie Martinez     |                    |

### Staffel 4
| Rolle                   | Schauspieler     | Synchronsprecher |
| ----------------------- | ---------------- | ---------------- |
| Percy Muldoon           | Alice Kremelberg |                  |
| Detective Harry Ambrose | Bill Pullman     | Frank Röth       |
| Colin Muldoon           | Michael Mosley   |                  |
| Meg Muldoon             | Frances Fisher   |                  |
| Stephanie Lam           | Cindy Cheung     |                  |
| Mike Lam                | Ronin Wong       |                  |
| Sean Muldoon            | Neal Huff        |                  |

## Episodenliste
| Staffel | Episodenanzahl | Erstausstrahlung USA | Erstausstrahlung USA | Deutschsprachige Erstveröffentlichung | Deutschsprachige Erstveröffentlichung |
| Staffel | Episodenanzahl | Premiere             | Finale               | Premiere                              | Finale                                |
| ------- | -------------- | -------------------- | -------------------- | ------------------------------------- | ------------------------------------- |
| 1       | 8              | 2. August 2017       | 20. September 2017   | 7. November 2017                      | 7. November 2017                      |
| 2       | 8              | 1. August 2018       | 19. September 2018   | 9. November 2019                      | 9. November 2019                      |
| 3       | 8              | 6. Februar 2020      | 26. März 2020        | 19. Juni 2020                         | 19. Juni 2020                         |
| 4       | 8              | 13. Oktober 2021     | 1. Dezember 2021     | 26. Januar 2022                       | 26. Januar 2022                       |

## Produktion und Ausstrahlung
Nachdem die Serie im Januar 2017 mit acht Folgen und Jessica Biel in der Hauptrolle geordert wurde, erfolgte die Erstausstrahlung ab 2. August 2017 beim Sender USA Network. Deutschlandpremiere der Serie war am 7. November 2017 auf Netflix. Vom 22. Februar 2019 bis 5. Januar 2020 zeigte der Pay-TV-Sender RTL Crime die erste Staffel der Serie ebenfalls im Abendprogramm.
Anfang 2018 wurde die Serie um eine zweite Staffel verlängert, die in den USA seit dem 1. August 2018 ausgestrahlt wird. Im Fokus steht nunmehr die Figur des Ermittlers aus der ersten Staffel.
Im März 2019 wurde die Serie um eine dritte Staffel verlängert, in der Matt Bomer eine neue Hauptrolle übernommen hat.
Im Juni 2020 wurde eine vierte Staffel der Serie bestellt.

## Kritik
„Erfreulicherweise kann berichtet werden, dass der US-Sender USA mit der Serie The Sinner erneut einen interessanten Piloten abgeliefert hat, in welchem stimmungsvolle Inszenierung und ein sich langsam aufbauendes Mysterium Hand in Hand gehen. Biels desorientiertes Schauspiel geht unter die Haut und lässt auch den Zuschauer rätseln, was hinter der unerwarteten Tat steckt.“

## Auszeichnungen
| Jahr | Award                 | Kategorie                                                                | Empfänger    | Ergebnis  |
| ---- | --------------------- | ------------------------------------------------------------------------ | ------------ | --------- |
| 2018 | Critics Choice Awards | Bester Schauspieler in einer Fernsehproduktion oder Miniserie            | Bill Pullman | Nominiert |
| 2018 | Critics Choice Awards | Beste Schauspielerin in einer Fernsehproduktion oder Miniserie           | Jessica Biel | Nominiert |
| 2018 | Golden Globes         | Golden Globe Award für Beste Schauspielerin – Miniserie oder Fernsehfilm | Jessica Biel | Nominiert |
| 2018 | Golden Globes         | Golden Globe Award für Beste Miniserie oder Fernsehfilm                  | The Sinner   | Nominiert |